# Aeroportul Jharsuguda
Aeroportul Jharsuguda (IATA: JRG, ICAO: VEJH) este un aeroport din Jharsuguda⁠(d), Jharsuguda district⁠(d), Northern division⁠(d), Odisha, India. Aeroportul a fost tranzitat în decembrie 2022 de 16.073 de pasageri.
Aeroportul dispune de o singură pistă.